# كلارنس بيترز
كلارنس بيترز (بالإنجليزية: Clarence Peters)، هُو مُخرج ومصور سينمائي نيجيري.